# Черниговская епархия ПЦУ
Черниговская епархия Православной Церкви Украины (укр. Чернігівська єпархія Православної Церкви України) – епархия Православной церкви Украины в административных границах Черниговской области.
По состоянию на 2014 год епархия насчитывает 132 прихода, в которых служат 66 священников и диаконов.

## Управляющие епархией
- Поликарп (Пахолюк) (16 сентября 1992 — октябрь 1992)
- Иоанн (Сиопко) (ноябрь 1992 — 14 июня 1993)
- Владимир (Романюк) (14 июня — 21 октября 1993)
- Варлаам (Пилипишин) (14 декабря 1994 — 25 января 1999)
- Никон (Калембер) (25 января 1999 — 18 сентября 2002)
- Михаил (Зинкевич) (19 ноября 2002 — 14 мая 2004)
- Феодосий (Пайкуш) (28 июля 2004 — 28 февраля 2006)
- Мефодий (Срибняк) (28 февраля — 13 декабря 2006) в/у
- Севастиан (Возняк) (14 декабря 2006 — 13 мая 2008)
- Иларион (Процик) (14 мая 2008 — 23 января 2012)
- Евстратий (Зоря) (23 января 2012 — 2 февраля 2023)
- Антоний (Фирлей) (с 2 февраля 2023)